# Fußball-Club Gütersloh 1996-1997
Questa voce raccoglie le informazioni riguardanti il Fußball-Club Gütersloh nelle competizioni ufficiali della stagione 1996-1997.

## Stagione
Nella stagione 1996-1997 il Gütersloh, allenato da Hannes Linßen, concluse il campionato di 2. Bundesliga al 13º posto. In Coppa di Germania il Gütersloh fu eliminato al primo turno dall'Hannover 96.

## Rosa
| N. |                        | Ruolo | Calciatore       |
| -- | ---------------------- | ----- | ---------------- |
| 1  | Polonia (bandiera)     | P     | Adam Matysek     |
| 3  | Paesi Bassi (bandiera) | D     | Rob Reekers      |
| 4  | Germania (bandiera)    | D     | Dirk Konerding   |
| 5  | Germania (bandiera)    | D     | Jens Tschiedel   |
| 6  | Germania (bandiera)    | C     | Dirk Flock       |
| 8  | Germania (bandiera)    | D     | Christian Meyer  |
| 9  | Germania (bandiera)    | A     | Dirk van der Ven |
| 11 | Germania (bandiera)    | D     | Willi Landgraf   |
| 14 | Polonia (bandiera)     | C     | Wojciech Choroba |
| 17 | Germania (bandiera)    | C     | Ralf Lewe        |

| N. |                     | Ruolo | Calciatore       |
| -- | ------------------- | ----- | ---------------- |
| 25 | Ghana (bandiera)    | D     | Frank Amankwah   |
|    | Germania (bandiera) | P     | Ronny Teuber     |
|    | Germania (bandiera) | D     | Dirk Gellrich    |
|    | Germania (bandiera) | C     | Heiko Bonan      |
|    | Germania (bandiera) | C     | Ansgar Brinkmann |
|    | Germania (bandiera) | C     | Andreas Ellguth  |
|    | Germania (bandiera) | C     | Volker Nenne     |
|    | Germania (bandiera) | C     | Robert Reichert  |
|    | Ucraina (bandiera)  | C     | Ruslan Romanchuk |
|    | Croazia (bandiera)  | A     | Vlado Papic      |

## Organigramma societario
Area tecnica
- Allenatore: Hannes Linßen
- Allenatore in seconda:
- Preparatore dei portieri:
- Preparatori atletici:

## Calciomercato

### Sessione estiva
| Acquisti | Acquisti       | Acquisti        | Acquisti |
| R.       | Nome           | da              | Modalità |
| -------- | -------------- | --------------- | -------- |
| D        | Frank Amankwah | Asante Kotoko   |          |
| D        | Stefan Böger   | Fortuna Colonia |          |
| C        | Dirk Flock     | Kaiserslautern  |          |
| D        | Willi Landgraf | Rot-Weiss Essen |          |
| P        | Adam Matysek   | Fortuna Colonia |          |

| Cessioni | Cessioni            | Cessioni      | Cessioni |
| R.       | Nome                | a             | Modalità |
| -------- | ------------------- | ------------- | -------- |
| A        | Boris Ekmeščić      | LR Ahlen      |          |
| C        | Siegmar Bieber      | RW Oberhausen |          |
| C        | Ansgar Brinkmann    | Verl          |          |
| C        | Wilfried Neuschäfer | Verl          |          |
| D        | Karsten Nied        | Spandauer     |          |
| C        | Levent Yilmaz       | Samsunspor    |          |

### Sessione invernale
| Acquisti | Acquisti         | Acquisti      | Acquisti |
| R.       | Nome             | da            | Modalità |
| -------- | ---------------- | ------------- | -------- |
| C        | Ruslan Romanchuk | Nyva Vinnycja |          |

| Cessioni | Cessioni | Cessioni | Cessioni |
| R.       | Nome     | a        | Modalità |
| -------- | -------- | -------- | -------- |

## Risultati

### 2. Bundesliga

#### Girone di andata
| Gütersloh 4 agosto 1996, ore 15:00 CEST 1ª giornata | Gütersloh | 0 – 0 referto | Carl Zeiss Jena | Heidewaldstadion (6 000 spett.)\| Arbitro: \| Berg \| |
| Arbitro:                                            | Berg      |               |                 |                                                       |

| Arbitro: | Kemmling |

|  |           |                         |
|  | Marcatori | 45’ Konerding 87’ Bonan |

| Gütersloh 18 agosto 1996, ore 15:00 CEST 3ª giornata | Gütersloh | 0 – 0 referto | Magonza | Heidewaldstadion (6 500 spett.)\| Arbitro: \| Keßler \| |
| Arbitro:                                             | Keßler    |               |         |                                                         |

| Arbitro: | Dörr |

|                                                   |           |  |
| Ballwanz 15’ Tschiedel 53’ (aut.) Tyszkiewicz 57’ | Marcatori |  |

| Arbitro: | Dehmelt |

|           |           |  |
| Papic 43’ | Marcatori |  |

| Arbitro: | Frey |

|                             |           |           |
| Fuchs 27’ Heidrich 29’, 38’ | Marcatori | 54’ Papic |

| Arbitro: | Stark |

|                                      |           |  |
| Hey 20’ Reekers 49’ (aut.) Krieg 62’ | Marcatori |  |

| Arbitro: | Byernetzky |

|                          |           |                           |
| van der Ven 1’ Papic 31’ | Marcatori | 12’ Milanko 49’, 53’ Vier |

| Arbitro: | Wezel |

|                         |           |  |
| Reich 76’ Marschall 89’ | Marcatori |  |

| Arbitro: | Insam |

|           |           |  |
| Meyer 61’ | Marcatori |  |

| Arbitro: | Schütz |

|                  |           |                                   |
| Aerdken 82’, 87’ | Marcatori | 6’ Tschiedel 19’, 60’ van der Ven |

| Arbitro: | Hufgard |

|                         |           |             |
| Flock 3’, 58’ Meyer 37’ | Marcatori | 33’ Kirsten |

| Arbitro: | Wendorf |

|                  |           |  |
| Gunnlaugsson 23’ | Marcatori |  |

| Arbitro: | Müller |

|                                        |           |           |
| Landgraf 54’ van der Ven 64’ Bonan 74’ | Marcatori | 57’ Schur |

| Arbitro: | Lange |

|                           |           |  |
| von Ahlen 14’ Claaßen 73’ | Marcatori |  |

| Arbitro: | Kadach |

|           |           |            |
| Meyer 26’ | Marcatori | 89’ Gröber |

| Arbitro: | Neis |

|             |           |           |
| Malchow 89’ | Marcatori | 58’ Flock |

#### Girone di ritorno
| Arbitro: | Byernetzky |

|                          |           |                                                             |
| Weber 40’ Zimmermann 67’ | Marcatori | 2’ (aut.) König 7’ Konerding 22’, 64’ van der Ven 62’ Meyer |

| Arbitro: | Dörr |

|           |           |             |
| Meyer 72’ | Marcatori | 66’ Onderka |

| Arbitro: | Blumenstein |

|                             |           |  |
| Ouakili 25’, 31’ Spyrka 63’ | Marcatori |  |

| Arbitro: | Stark |

|               |           |            |
| Brinkmann 55’ | Marcatori | 51’ Jensen |

| Arbitro: | Steinborn |

|                                                                       |           |                           |
| Sverrisson 52’ Konerding 64’ (aut.) Fährmann 71’ Preetz 83’ Kruse 89’ | Marcatori | 22’ Meyer 26’ van der Ven |

| Arbitro: | Fleischer |

|                     |           |  |
| Meyer 44’ Bonan 60’ | Marcatori |  |

| Arbitro: | Pohlmann |

|               |           |  |
| Tschiedel 53’ | Marcatori |  |

| Arbitro: | Weiner |

|                       |           |                           |
| Milanko 48’ Klein 90’ | Marcatori | 69’ van der Ven 84’ Flock |

| Arbitro: | Wendorf |

|           |           |          |
| Flock 30’ | Marcatori | 46’ Kuka |

| Arbitro: | Keßler |

|                         |           |  |
| Urban 77’ Elberfeld 88’ | Marcatori |  |

| Arbitro: | Schmidt |

|                                     |           |               |
| van der Ven 45’ Meyer 56’ Bonan 84’ | Marcatori | 75’ Jurgeleit |

| Arbitro: | Dehmelt |

|                                         |           |                 |
| Wieland 9’ Keller 34’ Hermel 81’ (rig.) | Marcatori | 26’ (rig.) Lewe |

| Gütersloh 18 maggio 1997, ore 15:00 CEST 30ª giornata | Gütersloh | 0 – 0 referto | Waldhof Mannheim | Heidewaldstadion (5 000 spett.)\| Arbitro: \| Lange \| |
| Arbitro:                                              | Lange     |               |                  |                                                        |

| Arbitro: | Kadach |

|                        |           |  |
| Gaudino 44’ Becker 52’ | Marcatori |  |

| Arbitro: | Müller |

|                                                     |           |                      |
| van der Ven 28’ Choroba 41’ Papic 44’ Brinkmann 83’ | Marcatori | 19’ Ukrow 25’ Thoben |

| Arbitro: | Hauer |

|                                 |           |             |
| Hertl 14’ Bergen 79’ Gröber 90’ | Marcatori | 29’ Choroba |

| Arbitro: | Strampe |

|           |           |  |
| Meyer 82’ | Marcatori |  |

### Coppa di Germania
| Arbitro: | Scheibel |

|               |           |  |
| Ostermann 14’ | Marcatori |  |

## Statistiche

### Statistiche di squadra
| Competizione      | Punti | In casa | In casa | In casa | In casa | In casa | In casa | In trasferta | In trasferta | In trasferta | In trasferta | In trasferta | In trasferta | Totale | Totale | Totale | Totale | Totale | Totale | DR |
| Competizione      | Punti | G       | V       | N       | P       | Gf      | Gs      | G            | V            | N            | P            | Gf           | Gs           | G      | V      | N      | P      | Gf     | Gs     | DR |
| ----------------- | ----- | ------- | ------- | ------- | ------- | ------- | ------- | ------------ | ------------ | ------------ | ------------ | ------------ | ------------ | ------ | ------ | ------ | ------ | ------ | ------ | -- |
| 2. Bundesliga     | 45    | 17      | 9       | 7       | 1       | 25      | 12      | 17           | 3            | 2            | 12           | 18           | 39           | 34     | 12     | 9      | 13     | 43     | 51     | -8 |
| Coppa di Germania | -     | 0       | 0       | 0       | 0       | 0       | 0       | 1            | 0            | 0            | 1            | 0            | 1            | 1      | 0      | 0      | 1      | 0      | 1      | -1 |
| Totale            | 45    | 17      | 9       | 7       | 1       | 25      | 12      | 18           | 3            | 2            | 13           | 18           | 40           | 35     | 12     | 9      | 14     | 43     | 52     | -9 |

### Andamento in campionato
| Giornata  | 1  | 2  | 3  | 4  | 5  | 6  | 7  | 8  | 9  | 10 | 11 | 12 | 13 | 14 | 15 | 16 | 17 | 18 | 19 | 20 | 21 | 22 | 23 | 24 | 25 | 26 | 27 | 28 | 29 | 30 | 31 | 32 | 33 | 34 |
| --------- | -- | -- | -- | -- | -- | -- | -- | -- | -- | -- | -- | -- | -- | -- | -- | -- | -- | -- | -- | -- | -- | -- | -- | -- | -- | -- | -- | -- | -- | -- | -- | -- | -- | -- |
| Luogo     | C  | T  | C  | T  | C  | T  | T  | C  | T  | C  | T  | C  | T  | C  | T  | C  | T  | T  | C  | T  | C  | T  | C  | C  | T  | C  | T  | C  | T  | C  | T  | C  | T  | C  |
| Risultato | N  | V  | N  | P  | V  | P  | P  | P  | P  | V  | V  | V  | P  | V  | P  | N  | N  | V  | N  | P  | N  | P  | V  | V  | N  | N  | P  | V  | P  | N  | P  | V  | P  | V  |
| Posizione | 18 | 13 | 15 | 16 | 13 | 14 | 16 | 17 | 18 | 16 | 14 | 13 | 13 | 12 | 14 | 13 | 15 | 14 | 12 | 14 | 14 | 14 | 13 | 11 | 12 | 13 | 13 | 11 | 12 | 12 | 13 | 12 | 14 | 13 |

Legenda:

Luogo: C = Casa; T = Trasferta. Risultato: V = Vittoria; N = Pareggio; P = Sconfitta.

### Statistiche dei giocatori
| Giocatore      | 2. Bundesliga | 2. Bundesliga | 2. Bundesliga | 2. Bundesliga | Coppa di Germania | Coppa di Germania | Coppa di Germania | Coppa di Germania | Totale   | Totale | Totale      | Totale     |
| Giocatore      | Presenze      | Reti          | Ammonizioni   | Espulsioni    | Presenze          | Reti              | Ammonizioni       | Espulsioni        | Presenze | Reti   | Ammonizioni | Espulsioni |
| -------------- | ------------- | ------------- | ------------- | ------------- | ----------------- | ----------------- | ----------------- | ----------------- | -------- | ------ | ----------- | ---------- |
| F. Amankwah    | 7             | 0             | 0             | 0             | 1                 | 0                 | 0                 | 0                 | 8        | 0      | 0           | 0          |
| H. Bonan       | 28            | 4             | 5             | 1             | 1                 | 0                 | 0                 | 0                 | 29       | 4      | 5           | 1          |
| A. Brinkmann   | 20            | 2             | 1             | 0             | 0                 | 0                 | 0                 | 0                 | 20       | 2      | 1           | 0          |
| S. Böger       | 28            | 0             | 6             | 0             | 1                 | 0                 | 0                 | 0                 | 29       | 0      | 6           | 0          |
| W. Choroba     | 31            | 2             | 4             | 2             | 1                 | 0                 | 0                 | 0                 | 32       | 2      | 4           | 2          |
| B. Ekmeščić    | 7             | 0             | 0             | 0             | 0                 | 0                 | 0                 | 0                 | 7        | 0      | 0           | 0          |
| A. Ellguth     | 24            | 0             | 1             | 1             | 1                 | 0                 | 1                 | 0                 | 25       | 0      | 2           | 1          |
| D. Flock       | 29            | 5             | 4             | 0             | 1                 | 0                 | 0                 | 0                 | 30       | 5      | 4           | 0          |
| D. Gellrich    | 6             | 0             | 1             | 0             | 0                 | 0                 | 0                 | 0                 | 6        | 0      | 1           | 0          |
| D. Konerding   | 28            | 2             | 5             | 0             | 1                 | 0                 | 1                 | 0                 | 29       | 2      | 6           | 0          |
| W. Landgraf    | 31            | 1             | 12            | 1             | 1                 | 0                 | 0                 | 0                 | 32       | 1      | 12          | 1          |
| R. Lewe        | 26            | 1             | 5             | 0             | 0                 | 0                 | 0                 | 0                 | 26       | 1      | 5           | 0          |
| A. Matysek     | 29            | 0             | 0             | 0             | 0                 | 0                 | 0                 | 0                 | 29       | 0      | 0           | 0          |
| C. Meyer       | 33            | 9             | 7             | 0             | 1                 | 0                 | 0                 | 0                 | 34       | 9      | 7           | 0          |
| V. Nenne       | 8             | 0             | 0             | 0             | 0                 | 0                 | 0                 | 0                 | 8        | 0      | 0           | 0          |
| V. Papic       | 32            | 4             | 1             | 0             | 1                 | 0                 | 0                 | 0                 | 33       | 4      | 1           | 0          |
| R. Reekers     | 27            | 0             | 7             | 0             | 1                 | 0                 | 0                 | 0                 | 28       | 0      | 7           | 0          |
| R. Reichert    | 0             | 0             | 0             | 0             | 0                 | 0                 | 0                 | 0                 | 0        | 0      | 0           | 0          |
| R. Romanchuk   | 3             | 0             | 0             | 0             | 0                 | 0                 | 0                 | 0                 | 3        | 0      | 0           | 0          |
| R. Teuber      | 5             | 0             | 1             | 0             | 1                 | 0                 | 0                 | 0                 | 6        | 0      | 1           | 0          |
| J. Tschiedel   | 30            | 2             | 8             | 1             | 1                 | 0                 | 0                 | 0                 | 31       | 2      | 8           | 1          |
| D. van der Ven | 31            | 10            | 6             | 1             | 1                 | 0                 | 0                 | 0                 | 32       | 10     | 6           | 1          |